# Козульки
Козульки — деревня в Ивняковском сельском поселении Ярославского района Ярославской области России.

## География
Деревня в 24 километрах от Ярославля на правом берегу реки Пажица.

## История
В 2006 году деревня вошла в состав Ивняковского сельского поселения образованного в результате слияния Ивняковского и Бекреневского сельсоветов.

## Население
| 2007 | 2010 |
| ---- | ---- |
| 0    | →0   |

### Историческая численность населения
По состоянию на 1859 год в деревне было 5 домов и проживало 30 человек.
По состоянию на 1989 год в деревне проживало 4 человека.

## Инфраструктура
Основа экономики — личное подсобное хозяйство. По состоянию на 2021 год большинство домов используется жителями для постоянного проживания и проживания в летний период. Имеется семь жилых домов. Вода добывается жителями из личных колодцев.
Почтовое отделение №150509, расположенное в деревне Дорожаево, на март 2022 года обслуживает в деревне 3 дома.

## Транспорт
Козульки расположены на расстоянии пяти километров от дороги федерального значения Р-132 «Золотое кольцо». К селу идёт дорога 78Н-0960 «Спасское - Матвеевское», а затем — грунтовая.